# Enrico Colombo (calciatore)
Enrico Colombo (fl. XX secolo) è stato un calciatore italiano, di ruolo difensore.

## Caratteristiche tecniche
Giocava come terzino o mediano sinistro.

## Biografia
Era conosciuto come Colombo II perché nel Monza da qualche stagione giocava come difensore Luigi Colombo che era chiamato Colombo I.

## Carriera
I compagni di squadra lo chiamavano col nomignolo "paciarisot" (mangiarisotto).
Nel libro citato come fonte per i tabellini pubblicati è stato indicato erroneamente come Colombo (I) nella stagione 1932-1933, mentre nella fotografia di squadra lui appare ed è riconoscibilissimo.
Nella stagione 1924-1925 ha giocato con la maglia del Monza in Seconda Divisione. Ha esordito a Como il 30 novembre 1924 nella partita Como-Monza (1-0). Rimane a Monza fino nella stagione 1935-1936.
Con il Monza in tutto gioca 223 partite di campionato e realizza 24 reti.

## Presenze e reti nei club
| Stagione        | Squadra         | Campionato      | Campionato | Campionato | Altre coppe | Altre coppe | Altre coppe | Totale | Totale |
| Stagione        | Squadra         | Comp            | Pres       | Reti       | Comp        | Pres        | Reti        | Pres   | Reti   |
| --------------- | --------------- | --------------- | ---------- | ---------- | ----------- | ----------- | ----------- | ------ | ------ |
| 1924-1925       | Monza           | SD              | 14         | 1          | -           | -           | -           | 14     | 1      |
| 1925-1926       | Monza           | SD              | 18         | 0          | -           | -           | -           | 18     | 0      |
| 1926-1927       | Monza           | SD              | 16         | 0          | CI          | 2           | 0           | 18     | 0      |
| 1927-1928       | Monza           | PD              | 15         | 0          | -           | -           | -           | 15     | 0      |
| 1928-1929       | Monza           | PD              | 26         | 2          | -           | -           | -           | 26     | 2      |
| 1929-1930       | Monza           | PD              | 11         | 0          | -           | -           | -           | 11     | 0      |
| 1930-1931       | Monza           | PD              | 15         | 1          | -           | -           | -           | 15     | 1      |
| 1931-1932       | Monza           | PD              | 27         | 4          | -           | -           | -           | 27     | 4      |
| 1932-1933       | Monza           | PD              | 22         | 2          | [ 5 ]       | 3           | 0           | 25     | 2      |
| 1933-1934       | Monza           | PD              | 32         | 6          | -           | -           | -           | 32     | 6      |
| 1934-1935       | Monza           | PD              | 23         | 2          | -           | -           | -           | 23     | 2      |
| 1935-1936       | Monza           | C               | 2          | 0          | CI          | 1           | 0           | 3      | 0      |
| Totale Monza    | Totale Monza    | Totale Monza    | 221        | 18         | -           | 6           | 0           | 227    | 18     |
| Totale carriera | Totale carriera | Totale carriera | 221        | 18         | -           | 6           | 0           | 227    | 18     |

## Palmarès

### Club

#### Competizioni nazionali
- Seconda Divisione: 1

Monza: 1926-1927